# Holdsport
Holdsport er en fællesbetegnelse for sportsgrene, hvor der konkurreres i hold frem for individuel konkurrence. I holdsportsgrene kan der udtages et landshold til internationale mesterskaber.

## Boldspil
Mange holdsportsgrene omfatter en bold eller tilsvarende redskab, som går fra spiller til spiller i et forsøg på at score point eller mål. Eksempler er fodbold, håndbold, ultimate og basketball. Disse bold- og frisbeespil har ofte komplicerede mønstre og kræver en høj grad af samarbejde.

## Formationssportsgrene
Inden for blandt andet synkronsvømning og rytmisk sportsgymnastik har man holddiscipliner, hvor der ud over deltagernes individuelle færdigheder lægges vægt på samarbejde i form af timing, koreografi og koordination.

## Individuelle sportsgrene som holdsport
Flere individuelle sportsgrene kan afvikles som holdsport, blandt andet i form af stafetløb som det findes inden for atletik, svømning og langrend.
Inden for cykling eksisterer der holddiscipliner på bane og landevej, hvor samarbejdet går ud på, at den forreste rytter i en gruppe kan bryde vinden for de øvrige på holdet. Ved at skiftes mellem føringerne kan holdet køre hurtigere, end den enkelte rytter ville kunne over længere tid.
Man afvikler også holdkonkurrencer i sportsgrene som boksning og fægtning, hvor individuelle konkurrencer tæller for ét point i en holdkonkurrence.
Inden for bowling lægges individuelle point sammen, når der konkurreres i hold.

## Historie
Den ældste kendte holdsport er mesoamerikansk boldspil, der blev spillet i en periode på 3.000 år og som på grund af sin udbredelse over tid og geografi findes i  forskellige versioner.[kilde mangler]